# Dustin Dollin
Dustin Dollin, född 26 juni 1980 i Ballina i Australien, är en professionell skejtare. Han är med i tv-spelet Tony Hawk's Proving Ground. Han är bland annat sponsrad av Vans Footwear, Baker Skateboards och Independent Trucks.